# Michael Wessing
Michael Thomas Wessing  (29. srpna 1952 Recklinghausen – 7. května 2019 Osnabrück) byl západoněmecký atlet, vítěz v hodu oštěpem na Mistrovství Evropy v atletice v roce 1978.
Při své premiéře na evropském šampionátu v roce 1974 obsadil v soutěži oštěpařů čtrnácté místo. O dva roky později na olympiádě v Montrealu skončil v této disciplíně devátý. Nejúspěšnější sezónou byl pro něho rok 1978. Stal se mistrem Evropy a několik dní před evropským šampionátem v Praze vytvořil svůj osobní rekord 94,22 m.